# 内絵里
内 絵里（うち えり、1984年 - ）は、日本のフォトグラファー。大阪府大東市生まれ。
2008年に独立し、アパレル系や大手企業の広告、ショー、映画スチール等の撮影に携わる。
自身のスタジオではマタニティフォトの仕事にも力を入れており、命を宿す女性の内なる美しさが感じられる撮影表現を意識。

## 来歴
- 1984年 大阪府大東市に生まれる
- 2008年 独立
- 2013年 松尾俊二のMAKEOVER MAGICのカメラマンとして日本全国、シンガポールを巡る
- 2016年 MAKEOVER MAGIC（神戸新聞総合印刷）出版
- 2018年 写真屋スタジオゴールド設立
- 2024年　映画　あまろっく　ポスター、スチール撮影